# 阿尔莫纳西德托莱多
阿尔莫纳西德托莱多，是西班牙卡斯蒂利亚-拉曼恰托莱多省的一个市镇。总面积96平方公里，总人口792人（2001年），人口密度8人/平方公里。